# Башка (Хорватия)

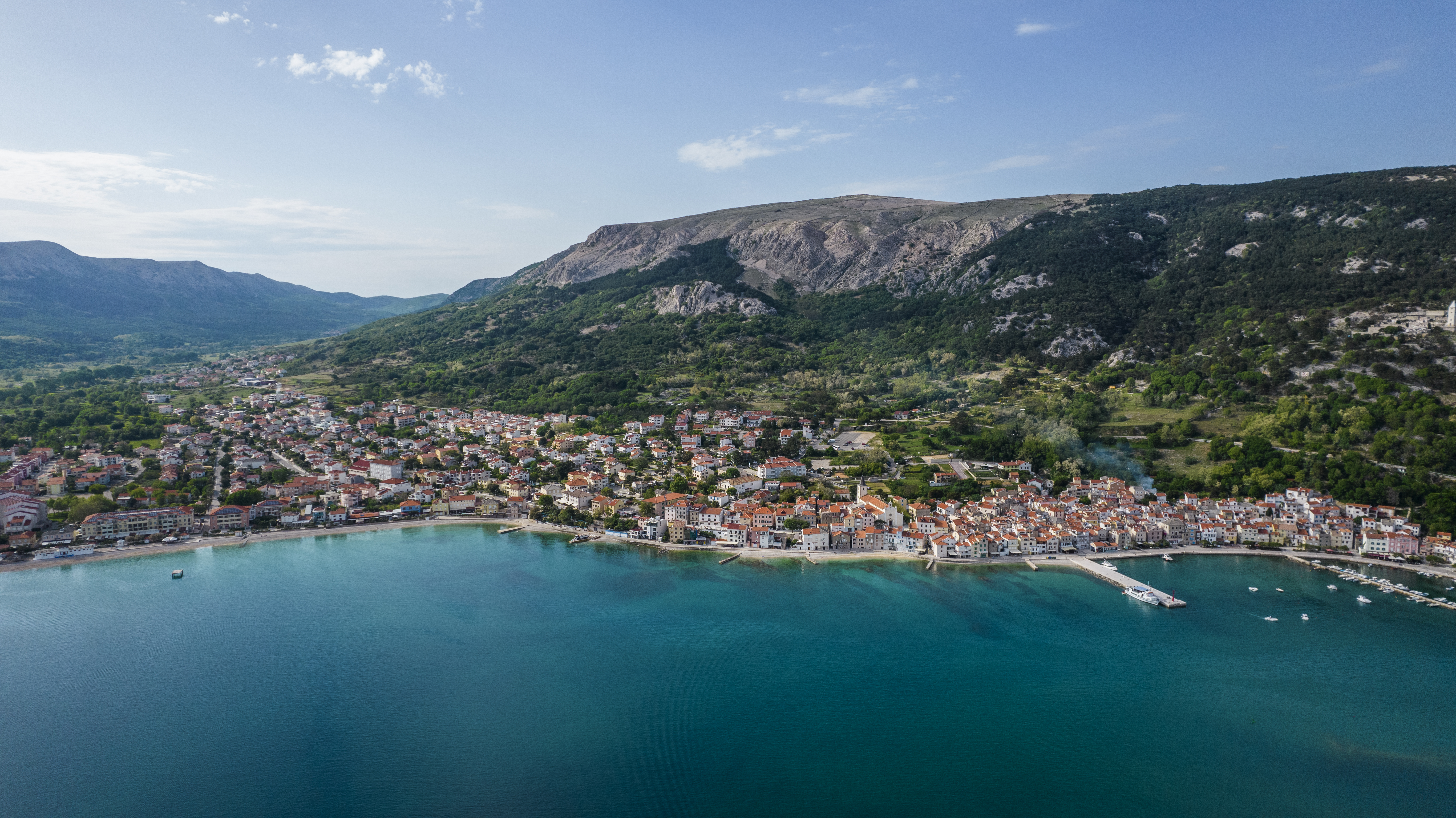
Вид на Башку с моря

Ба́шка (хорв. Baška) — посёлок в Хорватии, в южной части острова Крк. Население — 901 человек (2001) в самом посёлке и 1554 человека в общине Башка, включающей в себя кроме самого посёлка деревни Батомаль, Драга Башчанска и Юрандвор.
Башка расположена на берегу большой бухты, вдающейся в южную оконечность острова Крк. В посёлке начинается автомобильная дорога, ведущая в сторону города Крк, кроме того Башка связана паромной переправой с посёлком Лопар в северной части острова Раб. Башка — одно из популярных мест пляжного отдыха северной Хорватии.
В деревне Юрандвор в 1851 году была обнаружена Башчанская плита, один из наиболее известных памятников глаголической  письменности, которая получила своё имя от посёлка Башка.